# Siegfried Bauer (Bildhauer)
Siegfried Bauer (geboren am 1. Februar 1880 in Mährisch-Budwitz; gestorben 1942 im Ghetto Izbica) war ein österreichischer Bildhauer und Geigenbauer.

## Leben
Bauer wurde in Mähren geboren und absolvierte eine vierjährige Schulung zum keramischen Facharbeiter in Znaim. Er studierte zwischen 1902 und 1909 an der Wiener Akademie der bildenden Künste bei Carl Kundmann. Er wurde nach dem Studium 1919 Mitglied des Künstlerhauses und beschickte regelmäßig dessen Ausstellungen sowie Ausstellungen des Österreichischen Künstlerbundes und der Kunstgemeinschaft. Bauer wurde 1938 aus rassistischen Gründen seiner Rechte beraubt und wurde am 9. April 1942 von Wien in das Ghetto Izbica deportiert, wo er starb.

## Werke
- Grabmal Franz Schuhmeier auf dem Ottakringer Friedhof, Wien-Ottakring
- Figuren sitzender Kinder am Dr.-Franz-Klein-Hof in Wien-Simmering (1924/25)
- Franz-Schuhmeier-Denkmal in Wien-Ottakring (1925, 1934 entfernt, 1948 Nachbildung)
- Porträtbüste Adolf Faber am Urnengrab von Adolf Faber, Feuerhalle Simmering (1928)
- Karl-Volkert-Denkmal im  Karl-Volkert-Hof in Wien-Ottakring (1930)
- Oberkörper eines nackten Mannes, Zweite gewerbliche Fortbildungsschule, Hütteldorfer Straße 7–17, Wien (1931)
- Porträtbüste Edmund Eysler im Theater an der Wien (1934)

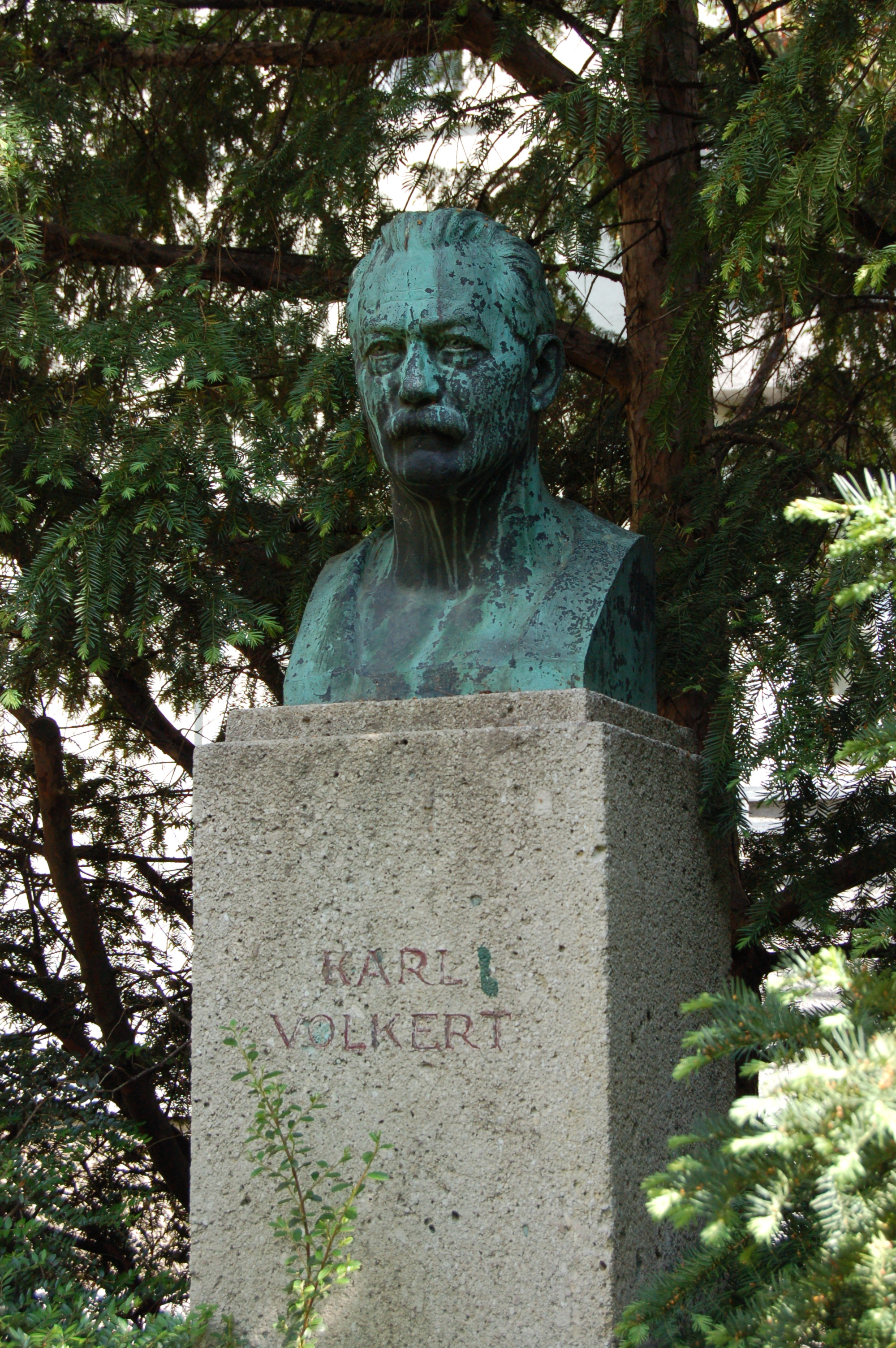
Karl-Volkert-Denkmal (1930)
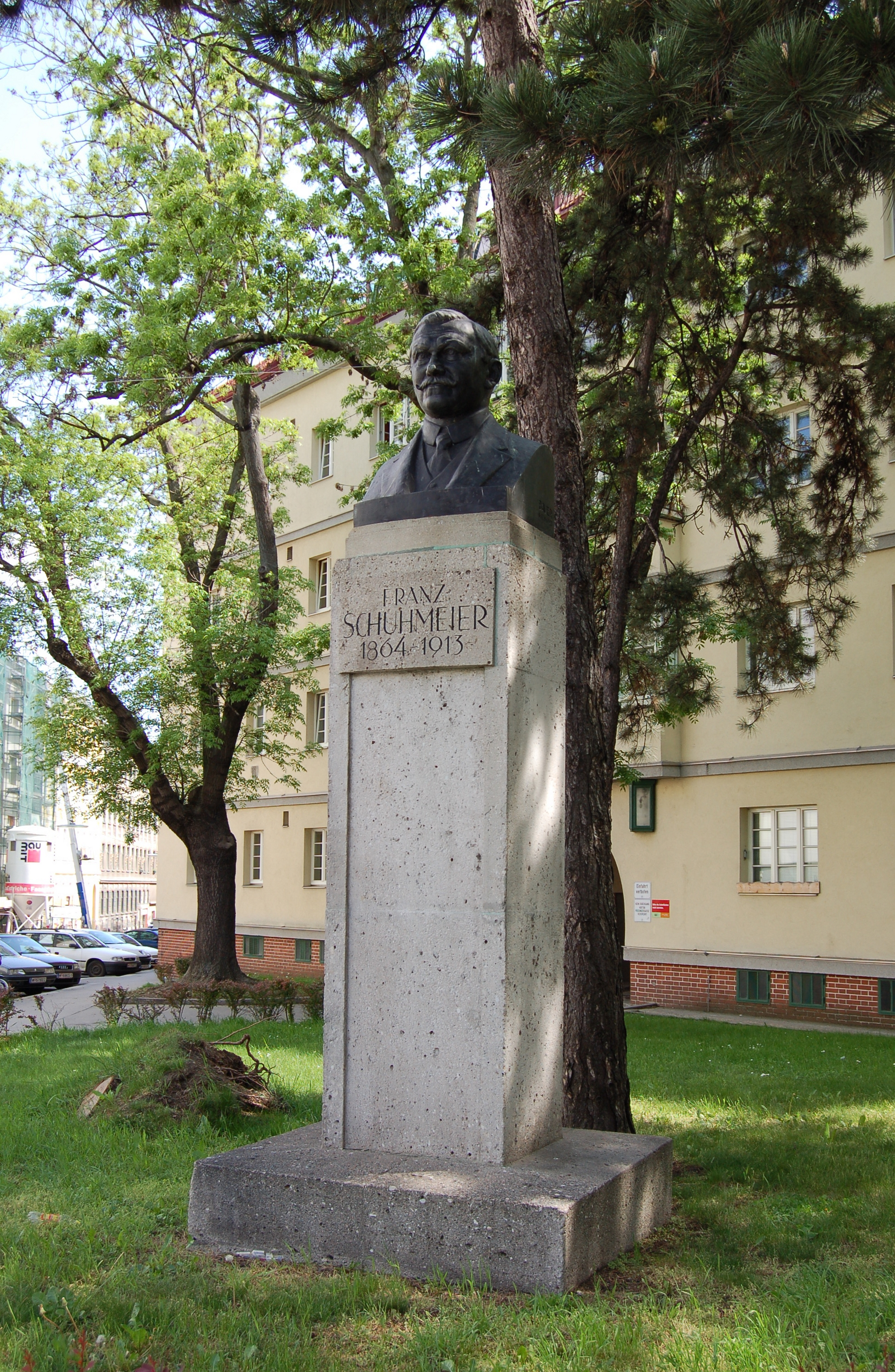
Franz-Schuhmeier-Denkmal (1930)
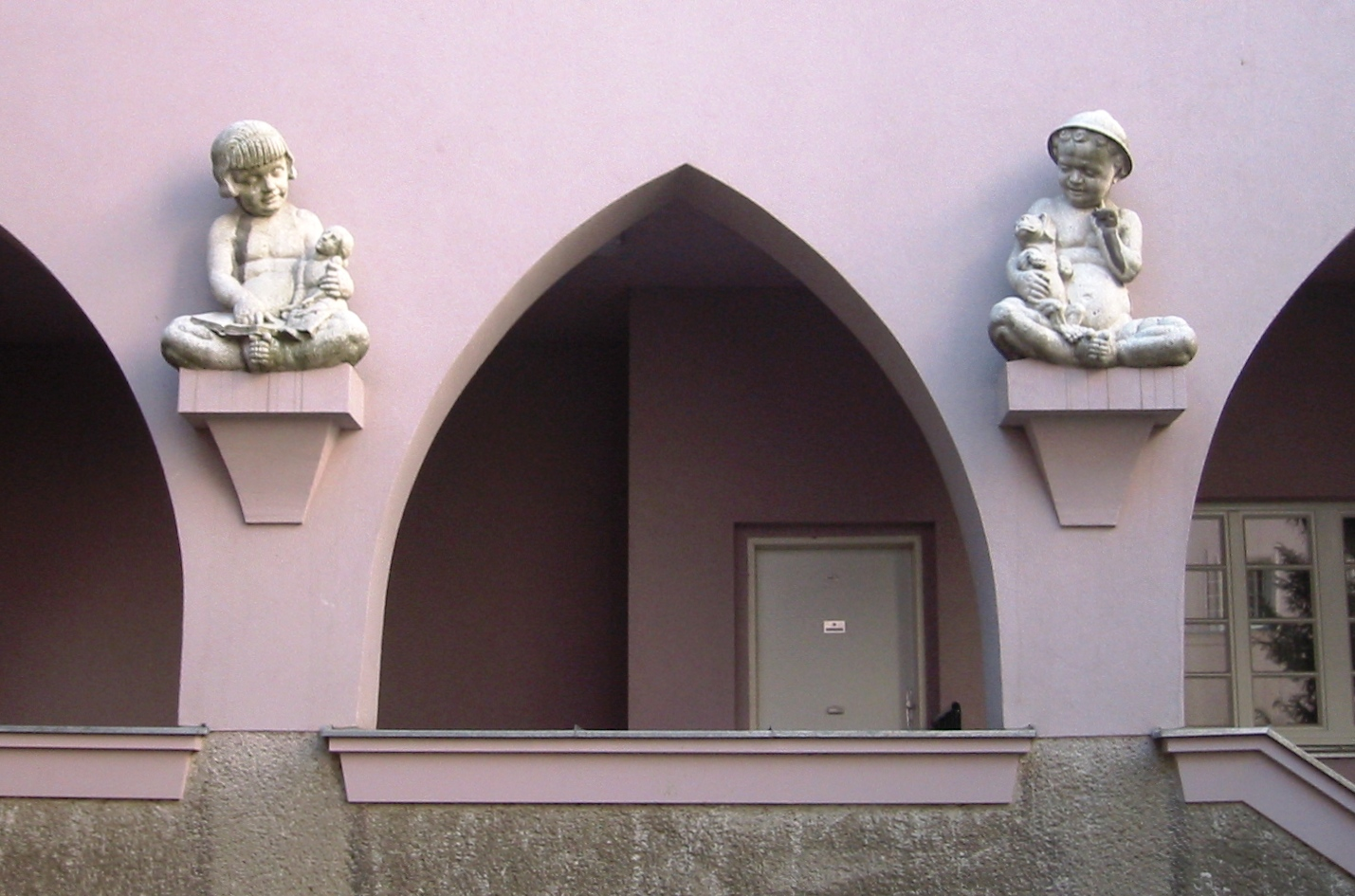
Sitzende Kinder am Dr.-Franz-Klein-Hof (1924/25)
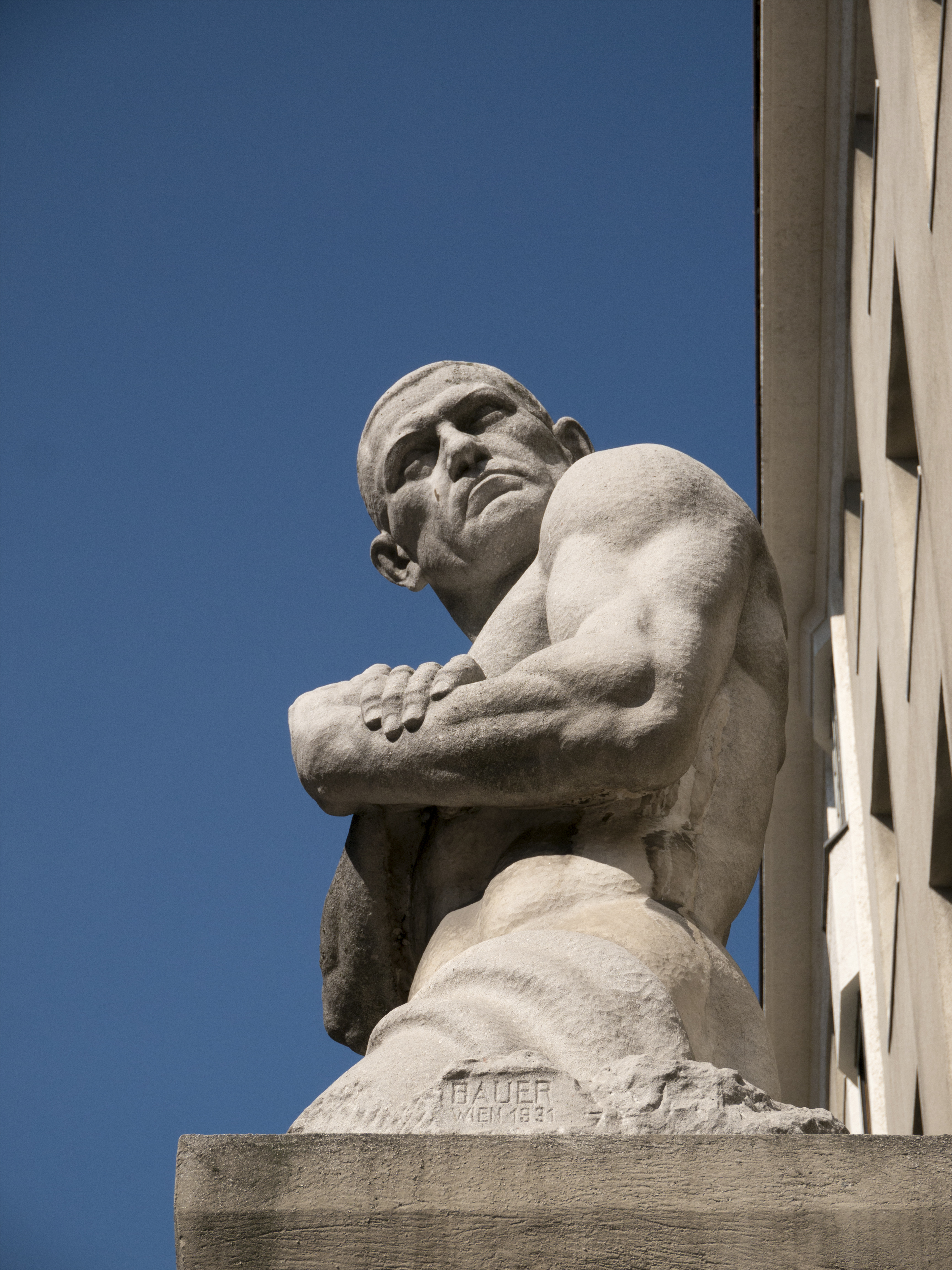
Hütteldorfer Straße 7–17 (1931)
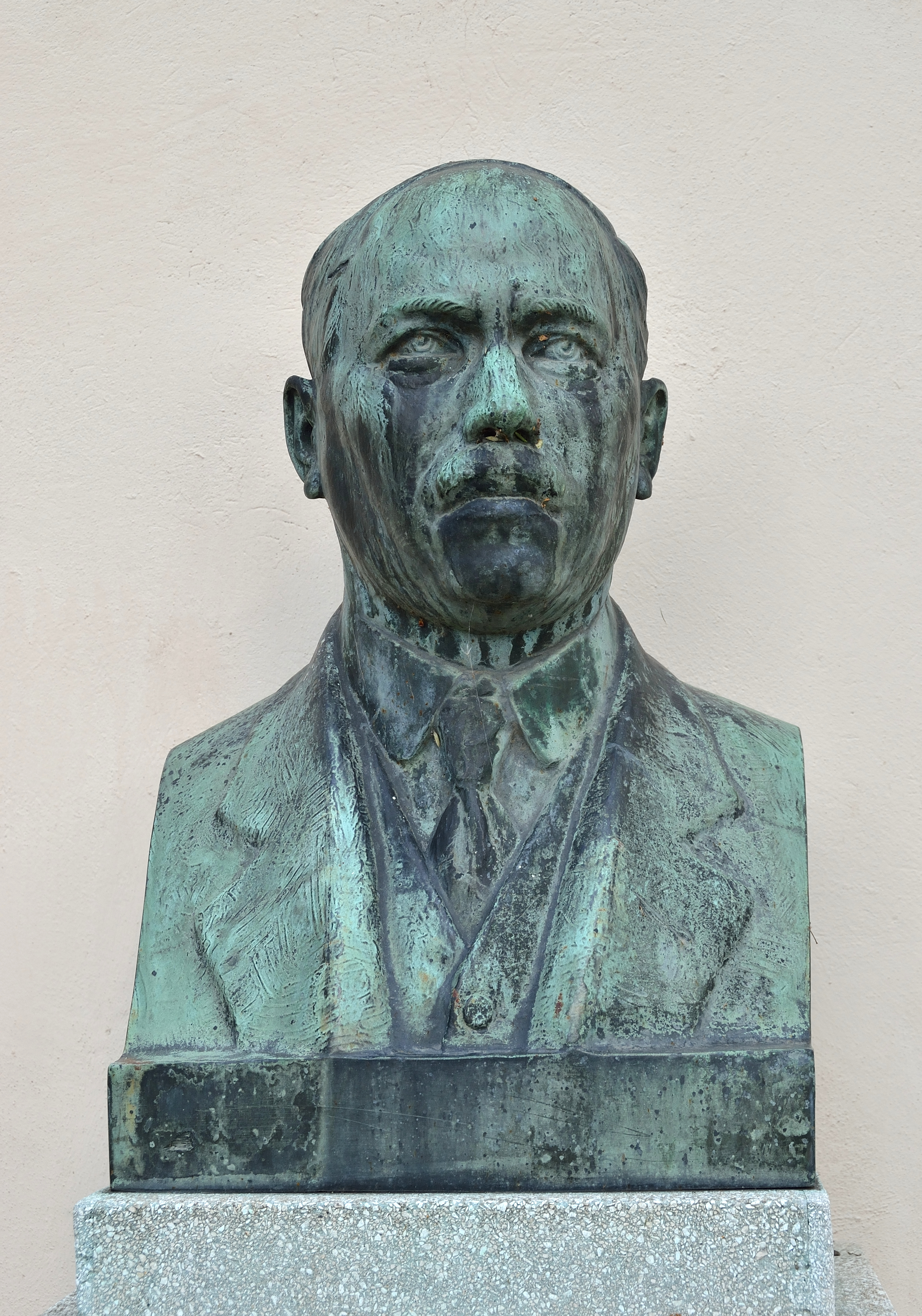
Büste Adolf Faber (1928)